# Старий Яричів
Старий Яричів — село в Україні, в Львівському районі Львівської області. Населення за переписом 2001 року становило 1746 осіб. Орган місцевого самоврядування — Новояричівська селищна рада.
Празник в селі Старий Яричів УГКЦ відзначають 4 грудня
Натомість УПЦ відзначають 12 липня

## Назва села
Назва села Старий Яричів пішла від ярів, які були на території.

## Перша згадка
Перша письмова згадка про село Старий Яричів була зафіксована 1370 р.

## Історія
Село згадується 14 січня 1465 року в книгах галицького суду.
У податковому реєстрі 1515 року повідомляється про неможливість отримання податків з села через зруйнування волохами і татарами.
Наступна згадка про село датується 1563 роком.

## Населення

### Мова
Розподіл населення за рідною мовою за даними перепису 2001 року:
| Мова       | Кількість | Відсоток |
| ---------- | --------- | -------- |
| українська | 1744      | 99.89%   |
| російська  | 2         | 0.11%    |
| Усього     | 1746      | 100%     |

## ЦеркваВведення в храм Пресвятої БогородиціУГКЦ(1858р.)
Дерев'яна церква Введення в храм Пресвятої Богородиці розміщується біля дороги у центрі села. Збудована на місці попереднього храму, який згорів ймовірно 20 жовтня 1872 р. Існуюча тризрубна триверха церква збудована майстром Іваном Васеньком.
Будівля стоїть на кам'яному фундаменті, до вівтаря симетрично прибудовані ризниці, накрита восьмибічними шатровими дахами, які завершують глухі ліхтарі з маківками.
Оточена широким піддашшям, стіни над яким під час останнього ремонту покрили пластиковою вагонкою. Очевидно, церква мала не зовсім приємний вигляд, адже станом на 2000 р. останній внутрішній ремонт проводили ще у 1984 р., а зовнішній ― у 1989 р.
На північний-захід від неї розташована двоярусна дзвіниця з 1863 р.

Церква є пам'яткою архітектури місцевого значення. В реєстрі нерухових пам’яток перебуває під охоронним номером 1924-М.

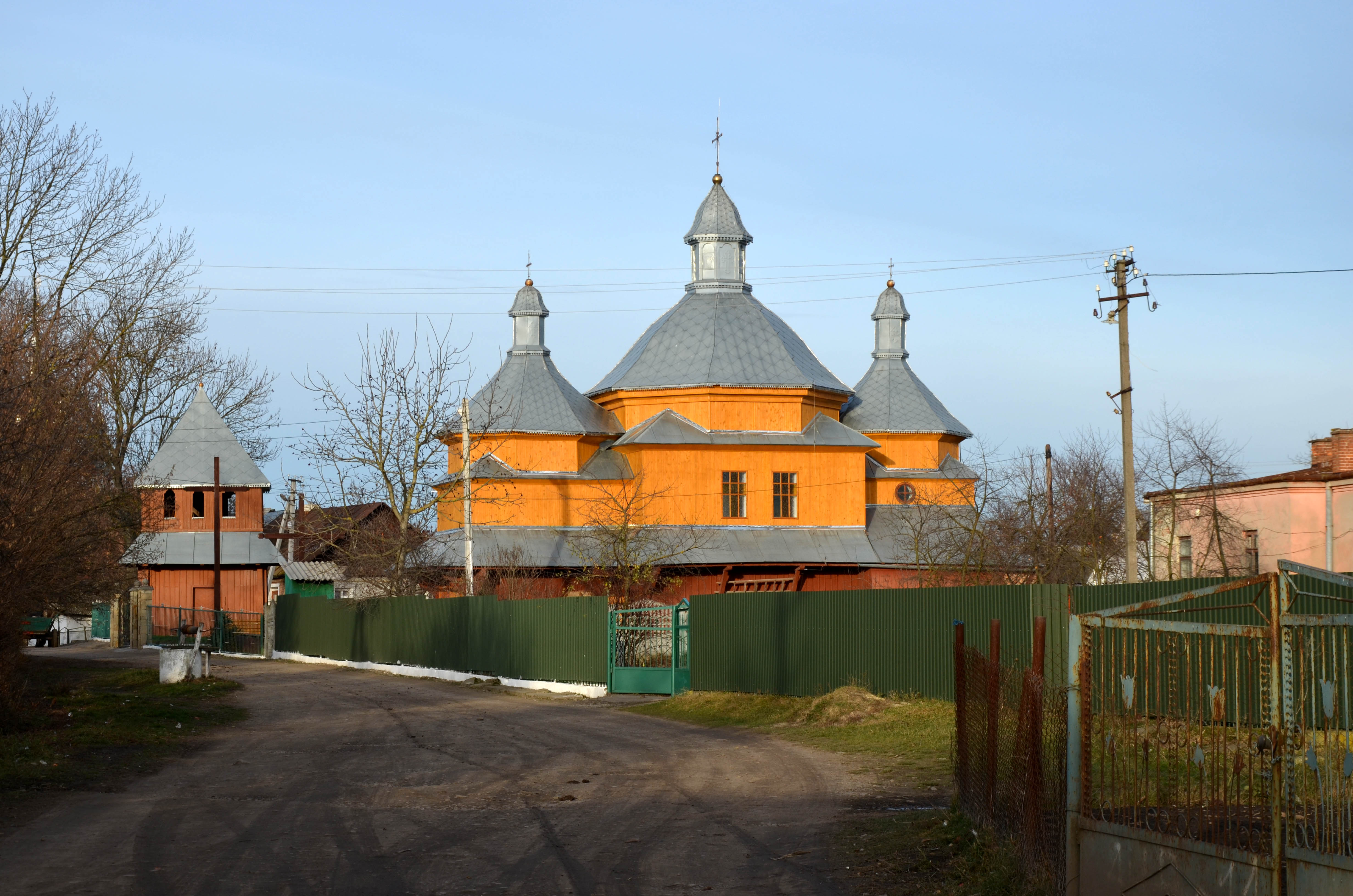
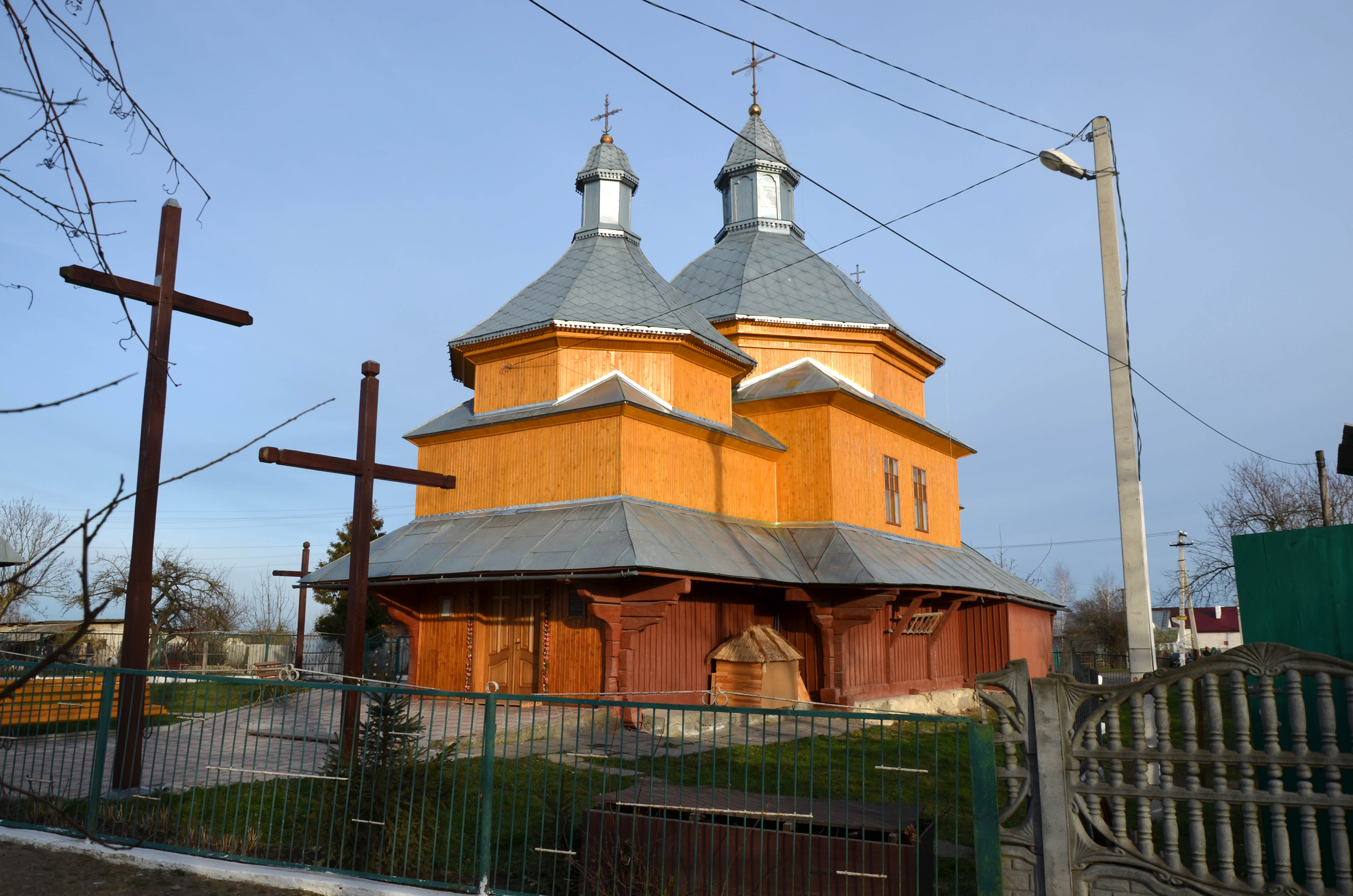
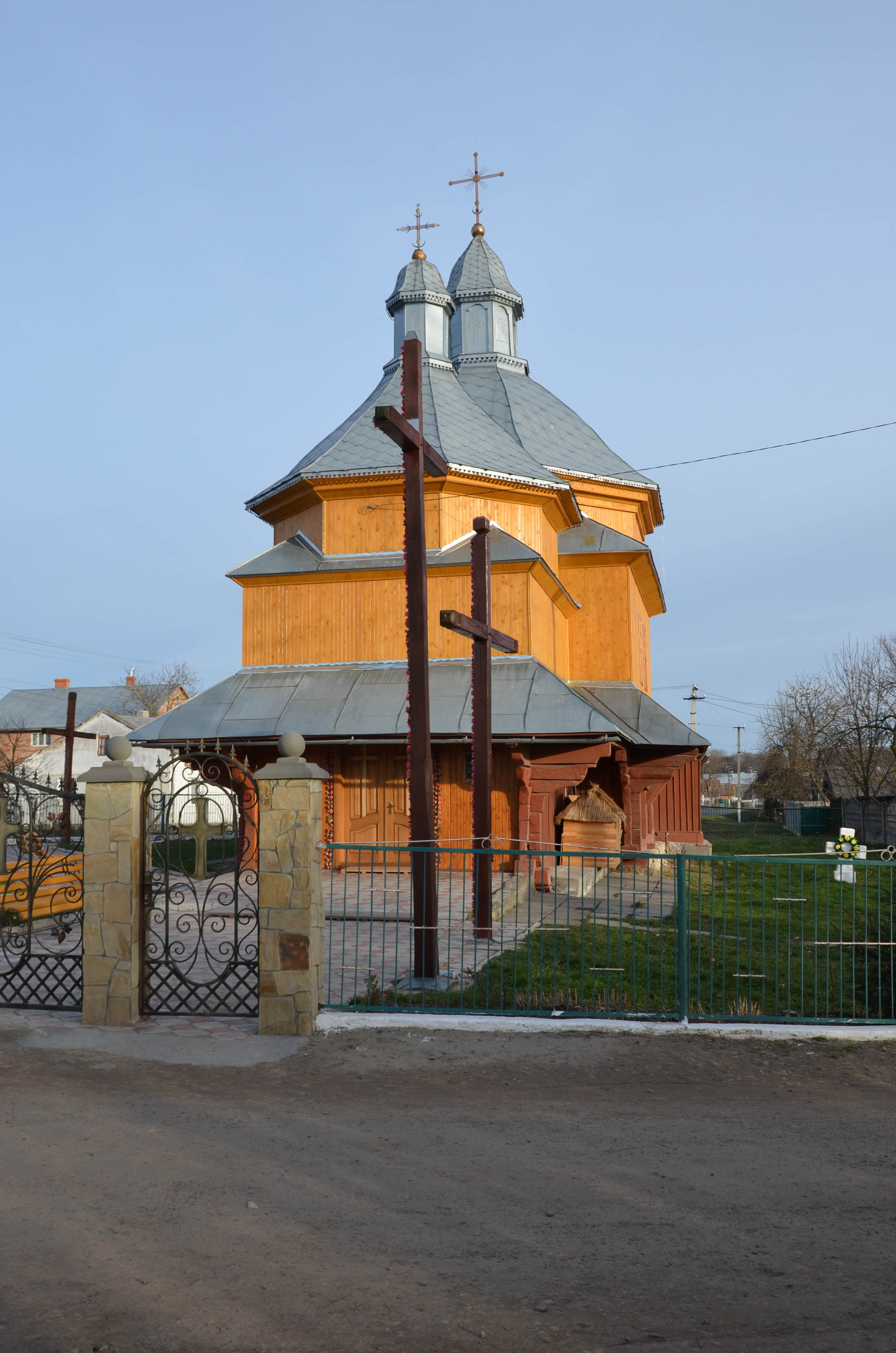
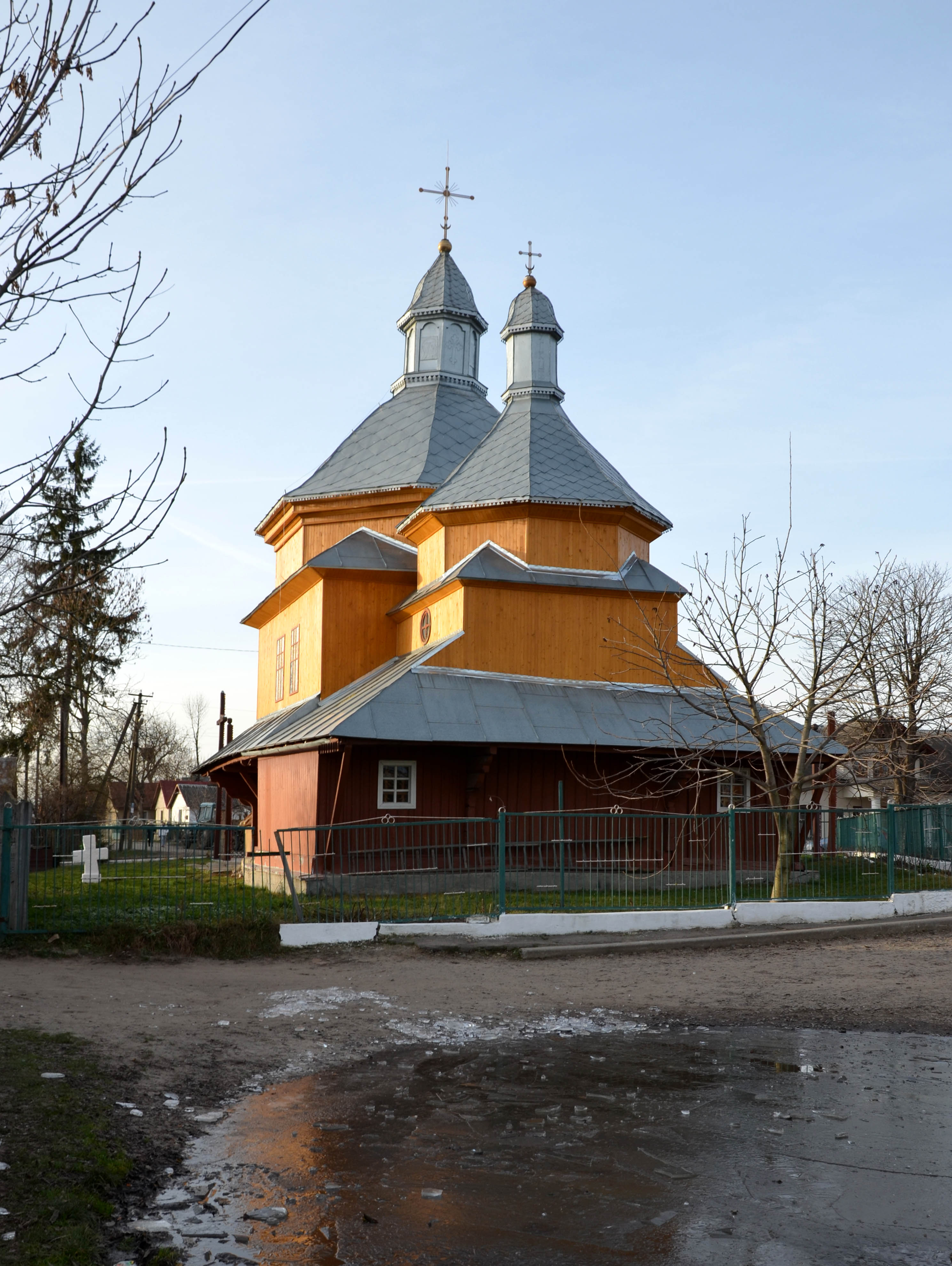
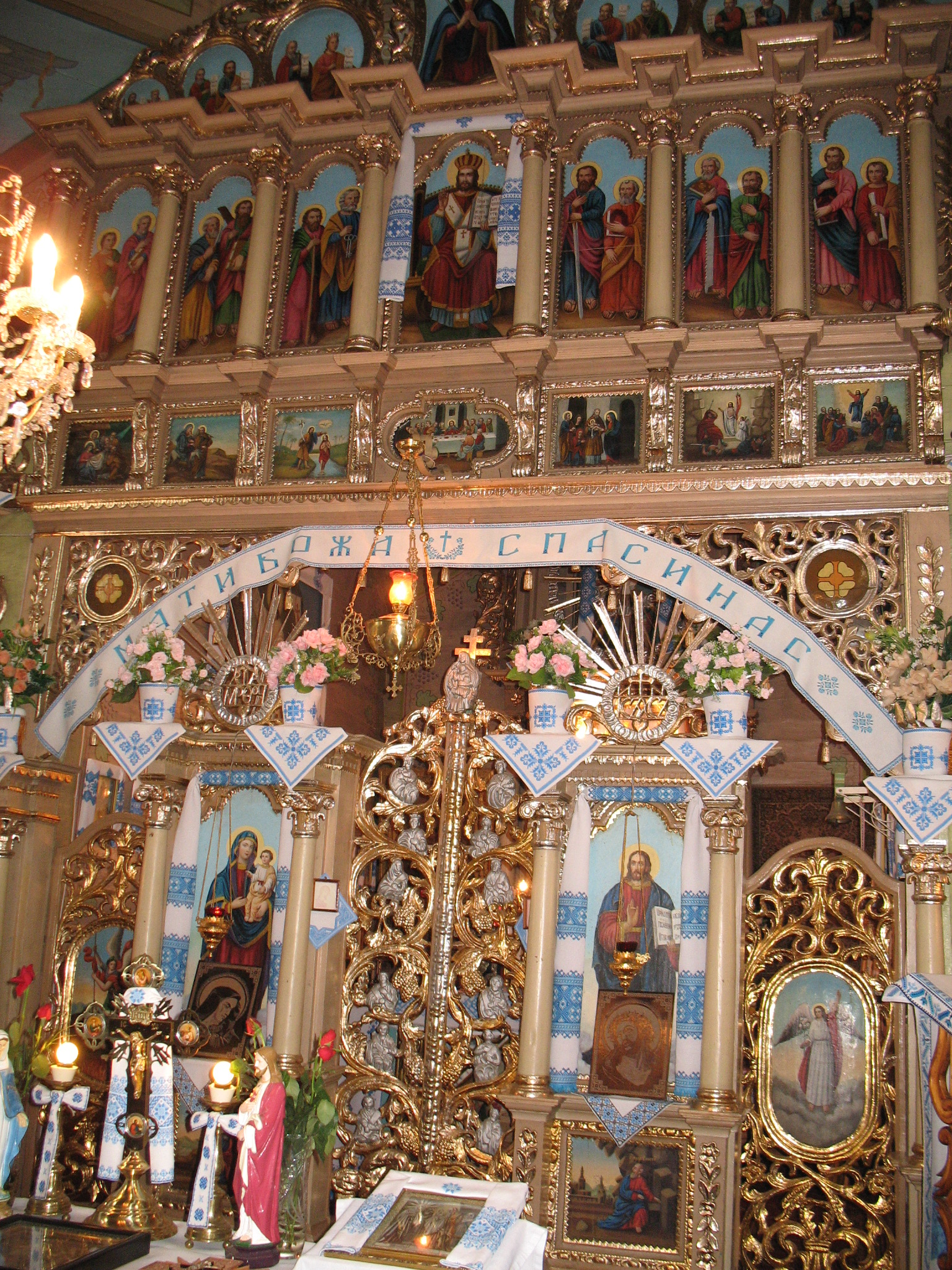
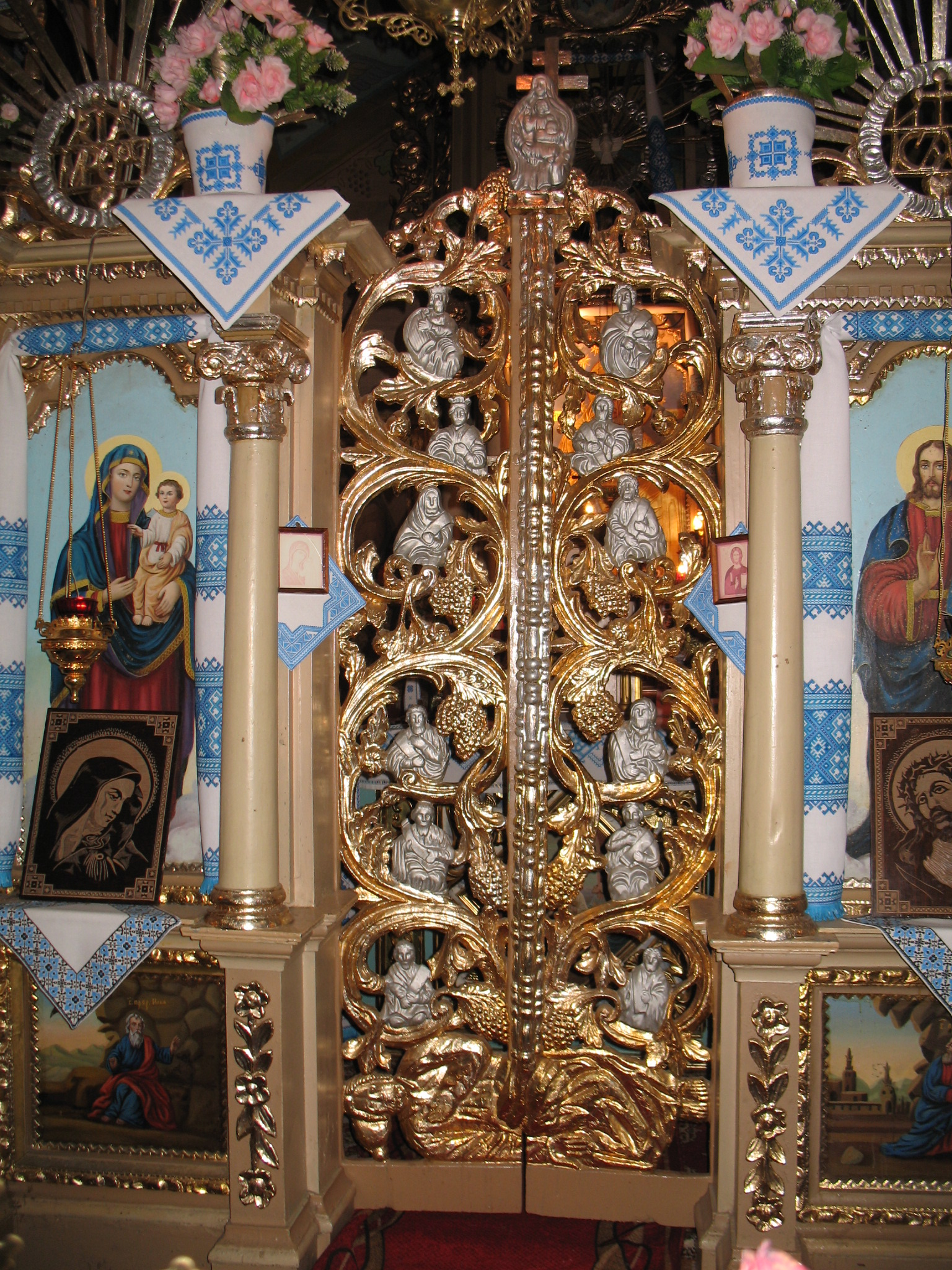

## Економіка
Старий Яричів має на своїй території ферму.
У селі розташована кондитерська фабрика «Ярич».

## Відомі мешканці
Народились
- Зофія Дзелінська-Балтарович (23 травня 1894 – 10 серпня 1970, Краків) — скульпторка. Працювала у Львові та Кракові;[9]
- Чеков Юрій Петрович (нар. 29 вересня 1970) —  український актор, Заслужений діяч мистецтв України (2013), помічник художнього керівника НАУД театру ім. М. Заньковецької;
- Захарко Ірина — співачка.[2]

Поховані
- Нестор Григорій Дмитрович (15 березня 1891, с. Монастир – 15 грудня 2007) — неверифікований український довгожитель, прожив 116 років.